# Virgin Express

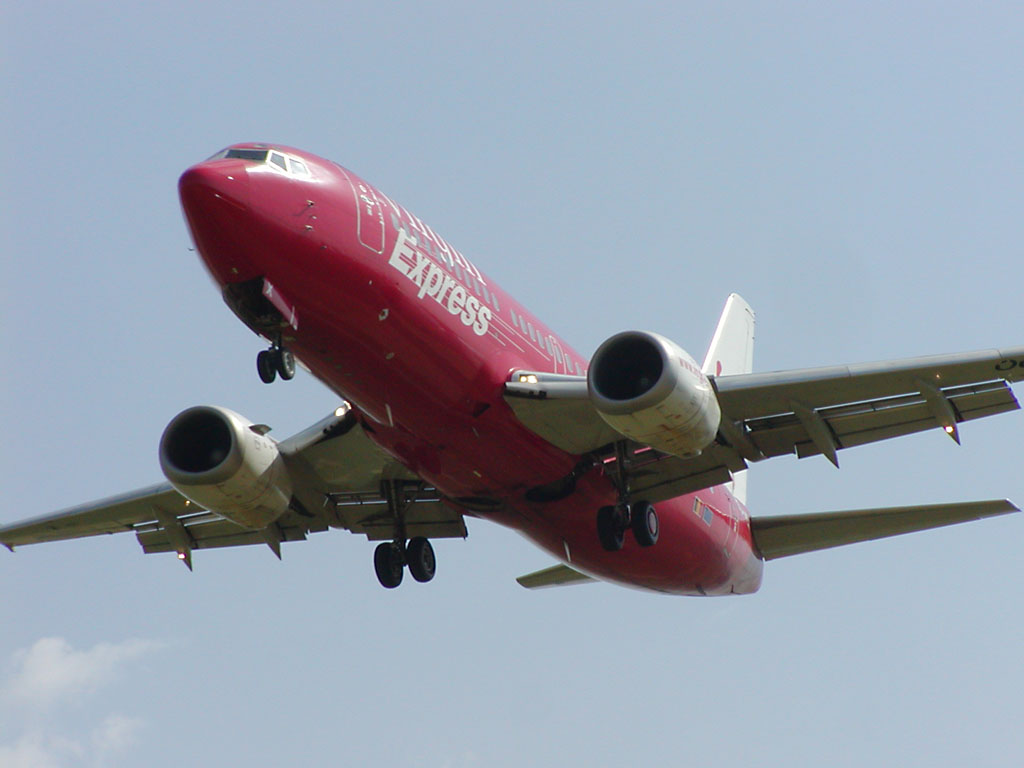
Virgin Expres Boeing 737.

Virgin Express fue una aerolínea belga de bajo coste (bajo precio), la primera de este tipo en Europa continental. Su base estaba en Bruselas. Operaba aviones Boeing 737 a destinos Europeos. Pertenecía al Virgin Group, un grupo empresarial del Reino Unido, que fue fusionada con SN Brussels Airlines el 25 de marzo de 2007 para formar Brussels Airlines.

## Historia
Virgin Express se fundó el 23 de abril de 1996, cuando el Grupo Virgin (con el presidente Richard Branson) compró la aerolínea belga de ocio EBA - EuroBelgian Airlines, fundada por Victor Hasson y Georges Gutelman, y la rebautizó como Virgin Express. También se hizo cargo de la flota de Boeing 737 de EBA y desde allí operó este tipo de aviones. La aerolínea pronto se concentró en vuelos regulares de bajo presupuesto desde su centro de Bruselas y se convirtió en un importante competidor de Sabena y más tarde de SN Brussels Airlines.
En octubre de 2004, el Grupo Virgin vendió sus activos a SN Brussels Airlines, y ambas aerolíneas se integraron en el holding matriz SN Airholding, presidido por el vizconde Étienne Davignon.
El 31 de marzo de 2006, SN Brussels Airlines y Virgin Express anunciaron su fusión en una sola empresa, denominada Brussels Airlines. La aerolínea combinada añadió destinos de larga distancia y fortaleció su posición en África.

## Antiguos destinos
| Países                          | Destinos          | Aeropuertos                                   |
| África                          | África            | África                                        |
| ------------------------------- | ----------------- | --------------------------------------------- |
| República Democrática del Congo | Kinsasa           | Aeropuerto Int. de N'Djili                    |
| América del Norte               |                   |                                               |
| Estados Unidos                  | Nueva York        | Aeropuerto Int. John F. Kennedy               |
| Estados Unidos                  | Washington D. C.  | Aeropuerto Int. de Washington-Dulles          |
| Europa                          |                   |                                               |
| Alemania                        | Berlín            | Aeropuerto de Berlín-Tempelhof                |
| Alemania                        | Hamburgo          | Aeropuerto de Hamburgo                        |
| Alemania                        | Múnich            | Aeropuerto Int. de Múnich-Franz Josef Strauss |
| Bélgica                         | Bruselas          | Aeropuerto de Bruselas (HUB)                  |
| Dinamarca                       | Copenhague        | Aeropuerto de Copenhague-Kastrup              |
| España                          | Alicante/Elche    | Aeropuerto de Alicante-Elche                  |
| España                          | Barcelona         | Aeropuerto de Barcelona-El Prat               |
| España                          | Madrid            | Aeropuerto de Madrid-Barajas                  |
| España                          | Málaga            | Aeropuerto de Málaga-Costa del Sol            |
| España                          | Murcia            | Aeropuerto de Murcia-San Javier               |
| España                          | Palma de Mallorca | Aeropuerto de Palma de Mallorca               |
| España                          | Valencia          | Aeropuerto de Valencia                        |
| Francia                         | Marsella          | Aeropuerto de Marsella-Provenza               |
| Francia                         | Niza              | Aeropuerto de Niza-Costa Azul                 |
| Francia                         | Tolón             | Aeropuerto de Toulon-Hyères                   |
| Francia                         | Toulouse          | Aeropuerto de Toulouse-Blagnac                |
| Grecia                          | Atenas            | Aeropuerto Int. Eleftherios Venizelos         |
| Italia                          | Bari              | Aeropuerto de Bari-Palese                     |
| Italia                          | Catania           | Aeropuerto de Catania-Fontanarossa            |
| Italia                          | Milán             | Aeropuerto de Milán-Malpensa                  |
| Italia                          | Nápoles           | Aeropuerto de Nápoles-Capodichino             |
| Italia                          | Palermo           | Aeropuerto de Palermo-Punta Raisi             |
| Italia                          | Roma              | Aeropuerto de Roma-Fiumicino                  |
| Portugal                        | Faro              | Aeropuerto de Faro                            |
| Portugal                        | Lisboa            | Aeropuerto de Lisboa                          |
| Suiza                           | Ginebra           | Aeropuerto Int. de Ginebra                    |

## Flota histórica
| Aeronaves               | Total | Introducido | Retirado | Matrículas |
| ----------------------- | ----- | ----------- | -------- | --- |
| Airbus A320             | 2     | 1998        | 1998     | OO-COH y EI-TLP |
| Boeing 737-200          | 2     | 1997        | 1997     | G-BECG y G-BECH |
| Boeing 737-300          | 19    | 1992        | 2007     | SE-DTA, OO-LTO, OO-LTX, OO-VEE, OO-LTV, G-LGTI, SE-DTA, OO-LTW, OO-LTP, OO-LTJ, OO-LTL, OO-LTM, OO-LTU, OO-VEA, OO-VEB, OO-VEG, OO-VEH, OO-VEN y OO-VEX |
| Boeing 737-400          | 15    | 1994        | 2007     | OO-LTS, OO-LTQ, OO-LTR, OO-LTT, OO-SBN, VH-VGD (rrg. OO-VJO), OO-VEK, OO-VEJ, OO-VBR, OO-VEO, OO-VEF, OO-VEP, OO-VES, OO-VEC y OO-VED                   |
| McDonnell Douglas DC-10 | 1     | 1998        | 1998     | N831LA |